# Maryam Moqadam
Maryam Moqadam (en persan : مریم مقدم), née à Téhéran (Iran) en 1970, est une actrice et réalisatrice iranienne.

## Biographie
Maryam Moqadam étudie en Suède, à l'École internationale des arts de la scène, puis fait ses débuts au cinéma dans Zéro Heights en 1994.
Son rôle le plus connu au cinéma est celui de Melika dans Closed Curtain (Pardé, 2013) de Jafar Panahi et Kambuzia Partovi, dont la première a eu lieu lors de la 63e édition du festival international du film de Berlin.
Maryam Moqadam est mariée au réalisateur Behtash Sanaeeha.

## Filmographie

### Actrice
- 1993 : Bolandiha-ye sefr (Zero Heights) : Mahtab
- 1998 : Sinama Sinamast (Cinema cinema) : Mandana Azkia
- 2000 : Tcherike-ye Hooram (The Legend of Love) : Khazar
- 2003 : Sokoote beine do fekr (Silence Between Two Thoughts) : Unexecuted Virgin
- 2006 : Movajehe : Mahtab
- 2013 : Pardé (Closed Curtain) : Melika
- 2015 : Ehtemal-e Baran-e Asidi : Mahsa
- 2017 : Leaf of Life : Nasim
- 2020 : Le Pardon : Mina

### Réalisatrice
- 2018 : The Invincible Diplomacy of Mr Naderi (documentaire)
- 2020 : Le Pardon (Ghasideyeh gave sefid), aussi scénariste ; sortie en France sous le titre Le Pardon, co-réalisé avec Behtash Sanaeeha
- 2024 : Mon gâteau préféré (coréalisé avec Behtash Sanaeeha)